# Loch of Flugarth

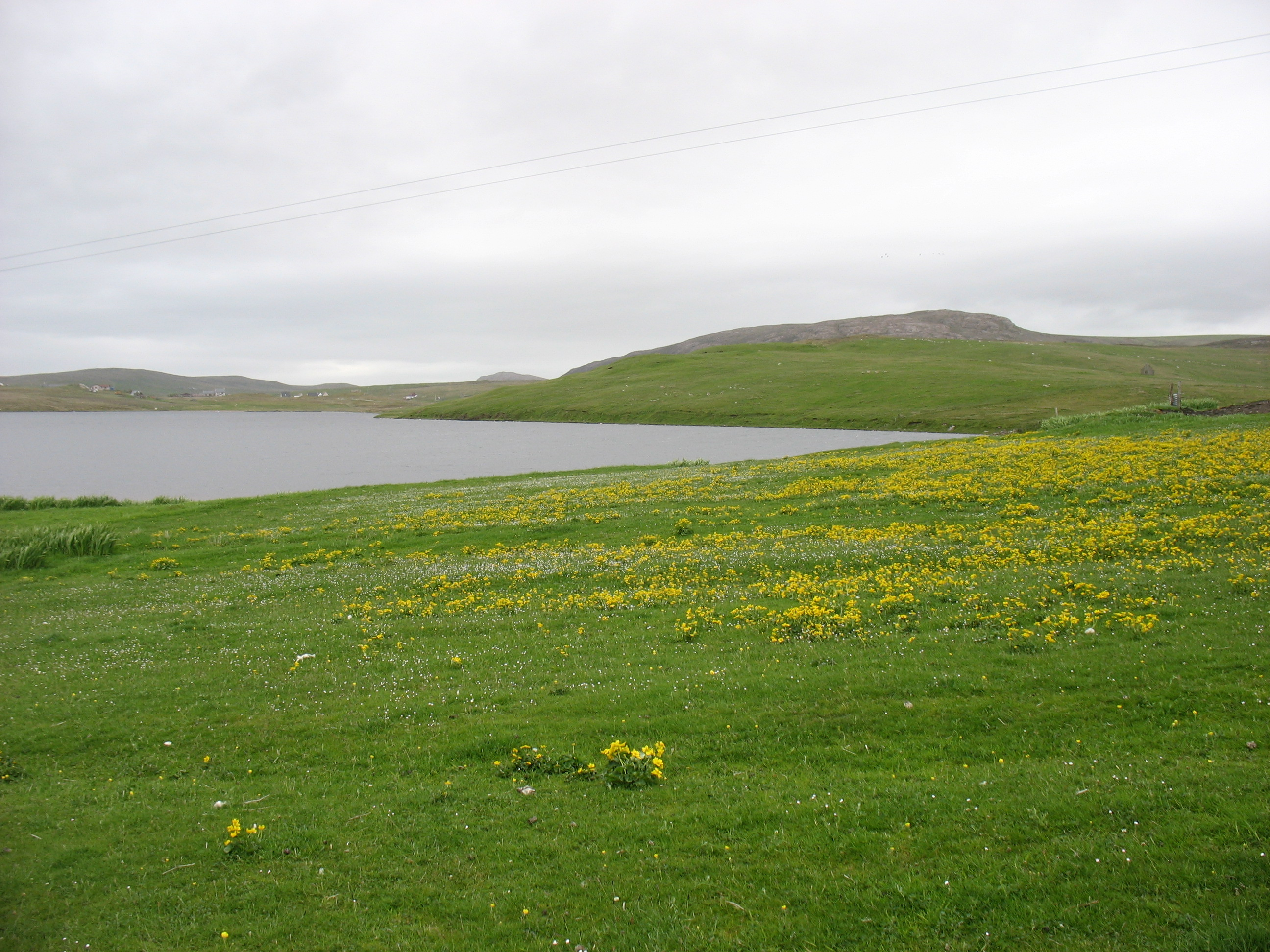
Blick von Norden über den See auf den Beorgs of Skelberry

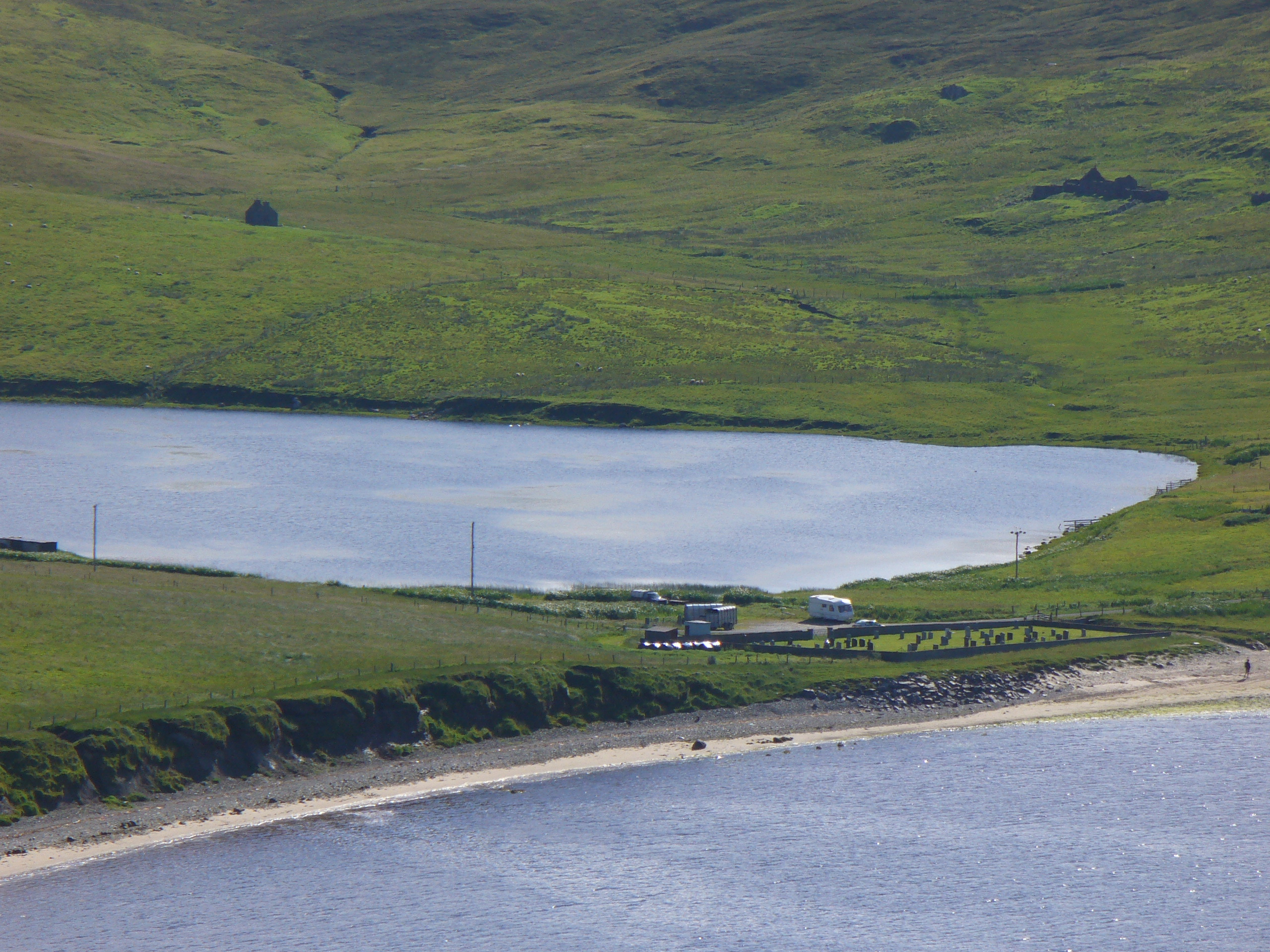
Landenge im Norden, oben der Sand Voe

Der Loch of Flugarth ist ein See (Loch) im Norden von Mainland, der Hauptinsel der zu Schottland zählenden Shetlands. Er liegt im Norden der Halbinsel Northmavine auf dem Gebiet der Gemeinde (Community Council Area) Northmaven. Der See ist etwa 800 Meter lang und 200 Meter breit, sein Wasseroberfläche liegt etwa zwei Meter über dem Meeresspiegel, die maximale Tiefe beträgt rund zweieinhalb Metern. Einziger nennenswerter Zufluss ist der am südwestlich gelegenen Beorgs of Skelberry entspringende Vatsendi Burn. Der Abfluss erfolgt im Norden über einen Bach, der eine etwa 80 Meter breite Landenge quert, in den Sand Voe, eine Bucht des Nordatlantiks.
Der unmittelbare Uferbereich ist unbesiedelt, jeweils rund 200 Meter entfernt liegen Sandvoe im Nordwesten, der Weiler Flugarth im Osten sowie die Ausläufer von North Roe im Süden. 